# Viaduto de Landwasser
O Viaduto de Landwasser que tira o seu nome do ribeiro que atravessa, é um viaduto ferroviário no cantão dos Grisões na Suíça, regularmente utilizado pelo Expresso do Glaciar da Ferrovia Rética (RhB).
É um dos símbolos da Ferrovia Rética (RhB), tal como o Viaduto de Brusio faz parte da linha de Albula e da linha da Bernina

## Características
Construído entre 1901-02, tem 130 m de comprimento e 64 de altura, e faz uma curva de 100 m de raio depois de sair de um túnel de 219 m. A construção da linha de Albula começou em 1898, e exigiu importantes trabalhos de arquitectónicos pois é formada por 55 pontes e 39 túneis.
De notar as dificuldades inerentes a esta construção porque o material tinha que ser transportado até um local sem acesso e a altura dos arcos exigiu um método de  construção próprio e original.

## Património
Desde o dia 6 de julho de 2008, o Comitê da UNESCO inscreveu a Ferrovia Rética, com a linha de Albula e a linha da Bernina na lista do Patrimônio da Humanidade. Esta inscrição refere-se aos 122 quilômetros de via férrea entre Thusis, Saint Moritz e Tirano, e às 144 pontes e 42 túneis que compõem esse traçado.
Paralelamente faz parte do Inventário Suíço dos bens culturais de importância nacional e regional.

## Imagens

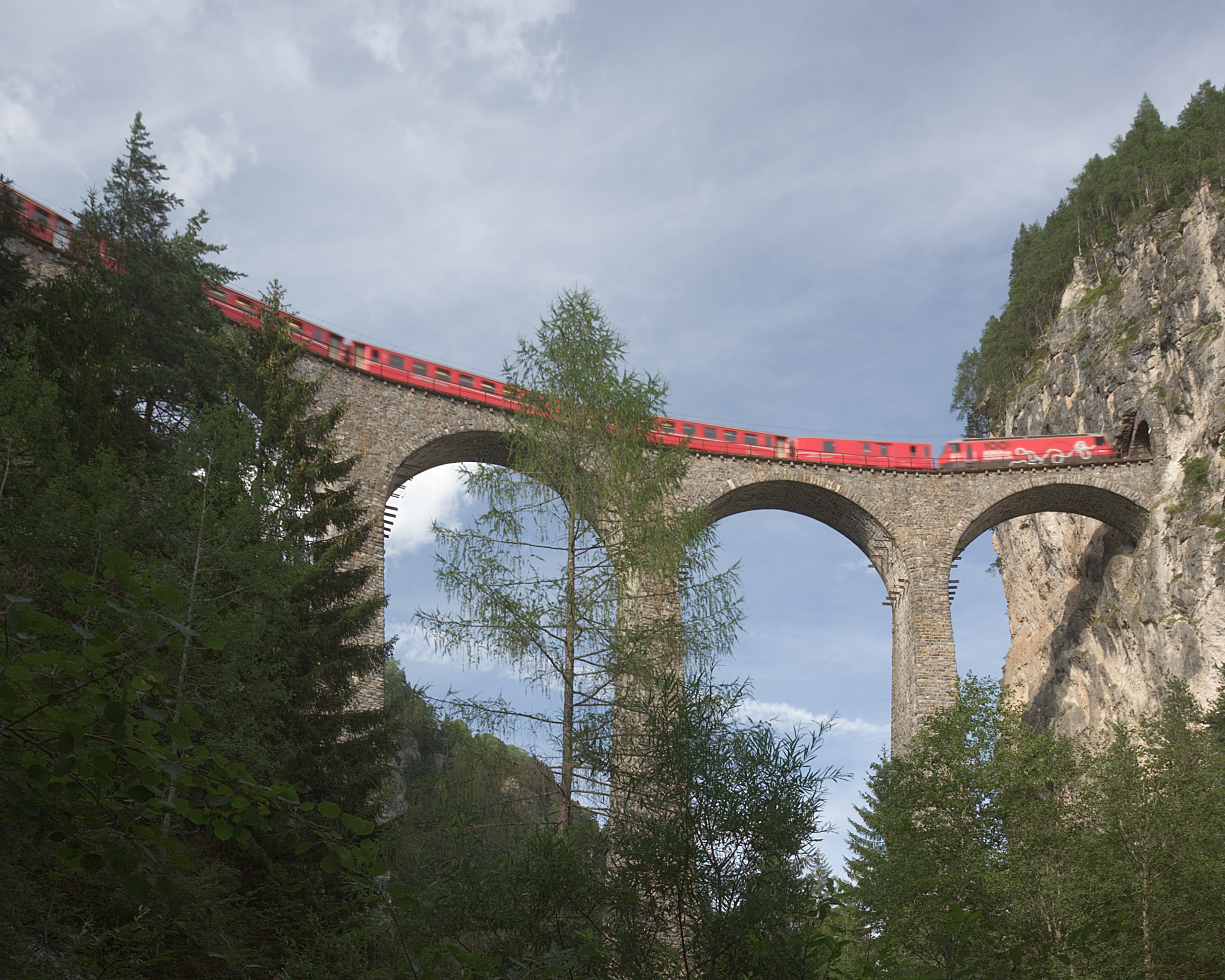
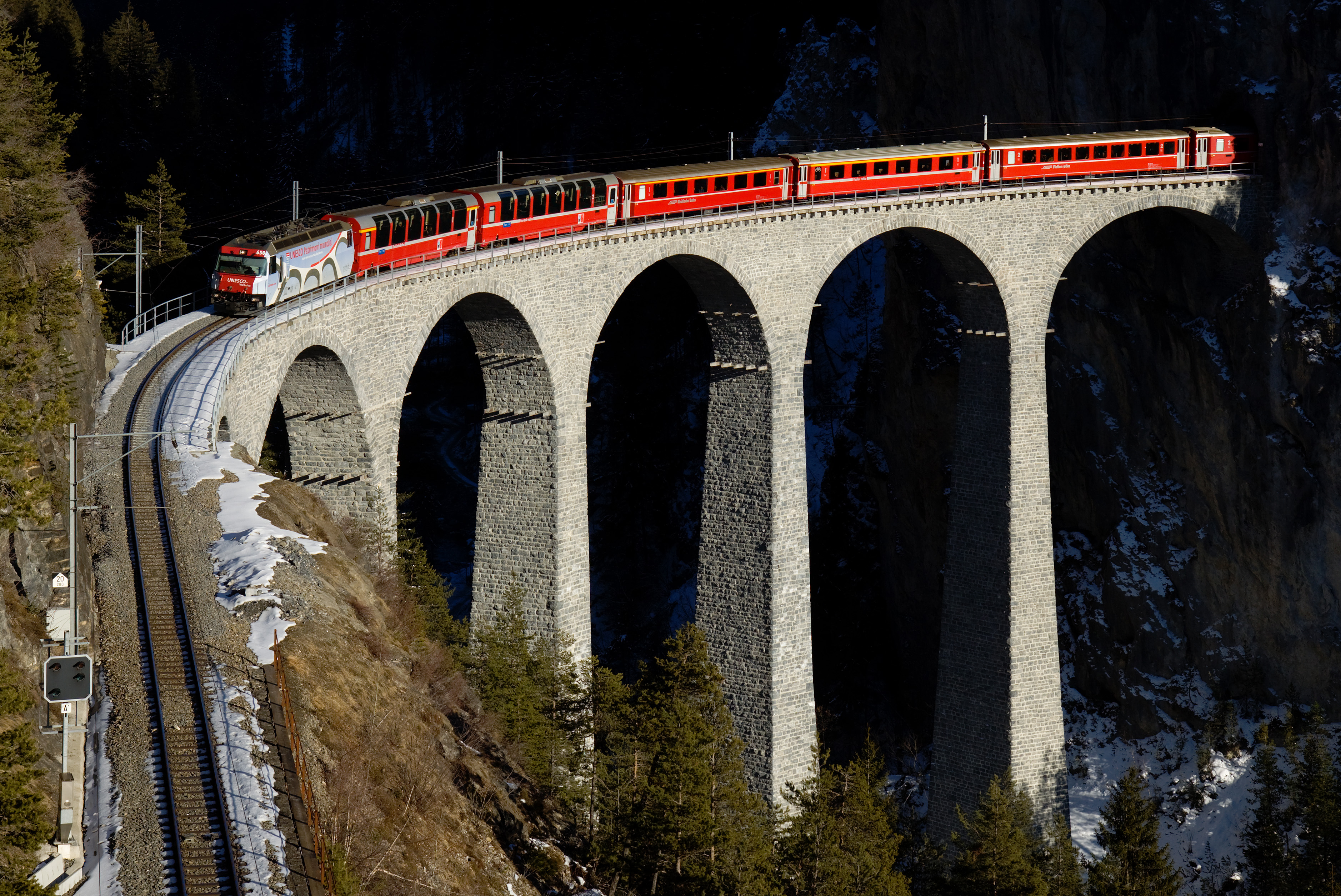
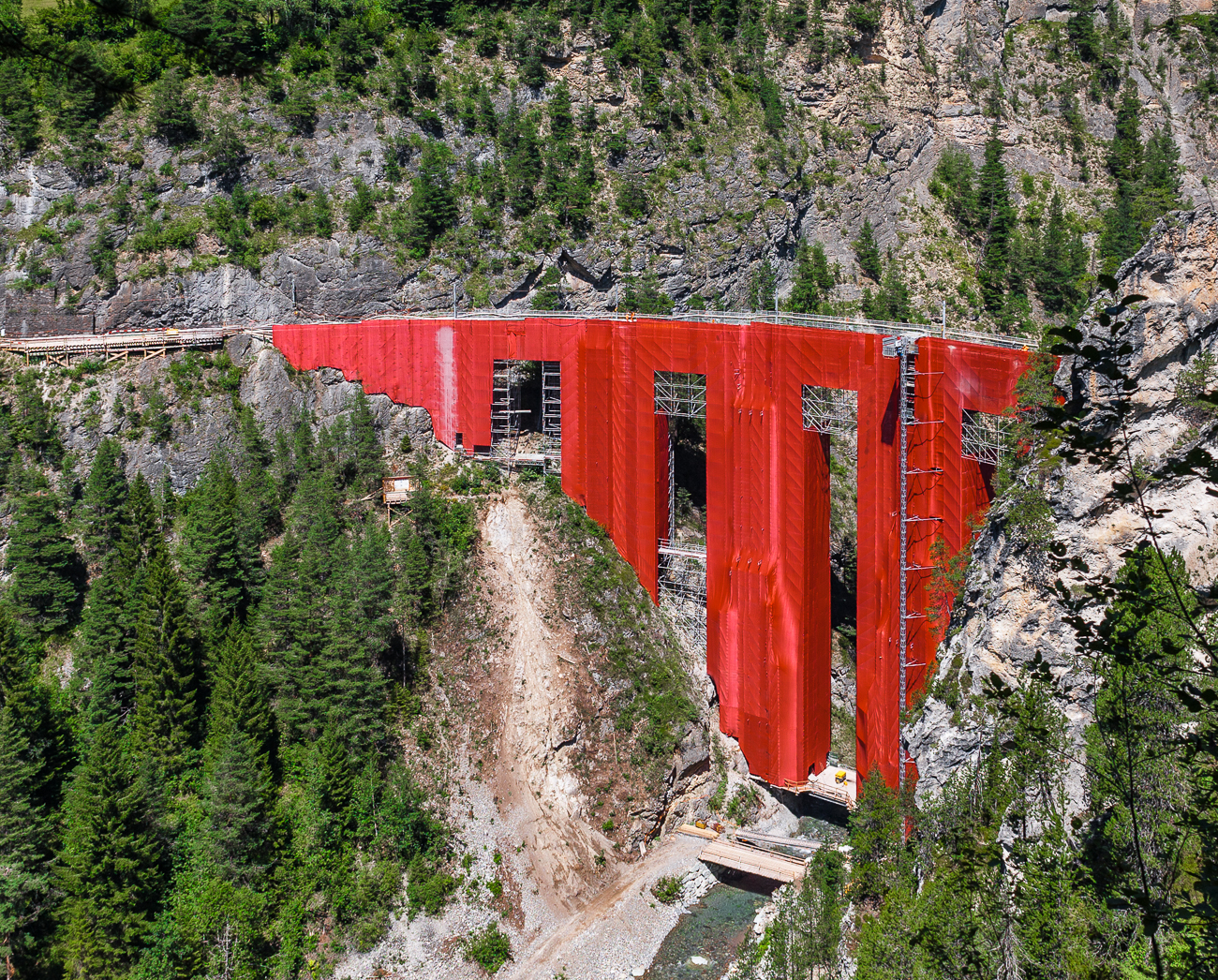
Viaduto durante a renovação 2009

## Ligações Externas
- «100 anos da Albula Railroad» (em inglês). Visitado: Jan. 2014